# Blondelia prudens
Blondelia prudens là một loài ruồi trong họ Tachinidae.